# Abdul Rahman Baba
Abdul-Rahman Baba (* 2. července 1994 Tamale) je ghanský profesionální fotbalista, který hraje na pozici levého obránce za řecký klub PAOK Soluň a za ghanský národní tým.

## Klubová kariéra
Abdul hrál v Ghaně za kluby Dreams FC a Asante Kotoko. V létě 2012 odešel do německého klubu SpVgg Greuther Fürth. 

V srpnu 2014 přestoupil do jiného německého celku FC Augsburg.

### Chelsea
V srpnu 2015 posílil anglický klub Chelsea FC. Cena přestupu se pohybovala okolo 20 milionů liber. Debutoval 17. října proti Aston Ville (výhra 2:0, 90 minut). V sezóně 2015/16 odehrál za Chelsea celkem 23 soutěžních zápasů, v niž devatenáctkrát figuroval v základní sestavě.

### Schalke 04
Na začátku srpna 2016 odešel na roční hostování do německého klubu FC Schalke 04.

## Reprezentační kariéra
Rahman Baba hrál za ghanské mládežnické reprezentace (U20).
V roce 2014 debutoval za ghanský národní tým.

Zúčastnil se Afrického poháru národů 2015 v Rovníkové Guineji, kde Ghana získala stříbrné medaile po finálové porážce v penaltovém rozstřelu s Pobřežím slonoviny.